# Herrarnas dubbelsculler i rodd vid olympiska sommarspelen 1976
Herrarnas dubbelsculler i rodd vid olympiska sommarspelen 1976 avgjordes mellan den 18 och 25 juli 1976. Grenen hade totalt 26 deltagare från 13 länder.

## Medaljörer
| Gren          | Guld                              | Silver                             | Brons                                       |
| Dubbelsculler | Frank Hansen och Alf Hansen (NOR) | Chris Baillieu och Mike Hart (GBR) | Jurgen Bertow och Hans Ulrich Schmied (GDR) |

## Resultat

### Final
| Placering | Roddare                                | Land           | Tid     |
| --------- | -------------------------------------- | -------------- | ------- |
| 1         | Frank Hansen och Alf Hansen            | Norge          | 7:13,20 |
| 2         | Chris Baillieu och Mike Hart           | Storbritannien | 7:15,26 |
| 3         | Jurgen Bertow och Hans Ulrich Schmied  | Östtyskland    | 7:17,45 |
| 4         | Jevgenj Barbakov och Gennadj Korsjikov | Sovjetunionen  | 7:17,45 |
| 5         | Peter Becker och Gerhard Kroschewski   | Västtyskland   | 7:22,15 |
| 6         | Jean-Noël Ribot och Jean-Michel Izart  | Frankrike      | 7:50,18 |